# Internationale luchthaven van Cancún
De internationale luchthaven van Cancún (Spaans: Aeropuerto Internacional de Cancún, Engels: Cancún International Airport) ligt in Cancún, in de Mexicaanse deelstaat Quintana Roo. Op de internationale luchthaven Benito Juárez na is dit de grootste luchthaven van Mexico.

## Ligging en activiteiten
De luchthaven ligt op ongeveer 16 kilometer van de stad Cancún, dicht bij de Riviera Maya, een belangrijke toeristische bestemming vanwege de stranden en Maya oudheden. In 2017 maakten 23,6 miljoen passagiers gebruik van de luchthaven. Van de internationale passagiers reisde zo’n 60% van en naar de Verenigde Staten.

Kaart Riviera Maya met geheel in het noorden de luchthaven

Er zijn vier terminals, genummerd 1 tot en met 4, met in totaal 67 gates. De oudste terminal 1 werd zwaar beschadigd tijdens orkaan Wilma in oktober 2005. Deze terminal is in 2013 weer heropend. Hiervan wordt vooral gebruikgemaakt door lagekostenluchtvaartmaatschappijen als VivaAerobus. Terminal 2 werd in 2006 en 2014 ingrijpend vergroot en verbouwd. Met de bouw van Terminal 3 werd in december 2005 gestart en in mei 2007 was het klaar voor gebruik. De laatste Terminal 4 werd in november 2017 opgeleverd. Hier zijn 12 gates goed voor een capaciteit van 9 miljoen passagiers per jaar. Met het gereedkomen van deze terminal heeft de luchthaven een totale capaciteit van 32 miljoen passagiers per jaar en als Terminal 4 in 2020 helemaal gereed is, dan kunnen jaarlijks 40 miljoen passagiers van de luchthaven gebruikmaken.
De luchthaven is wordt beheerd door Grupo Aeroportuario del Sureste (ASUR). Dit bedrijf heeft een notering aan de Bolsa Mexicana de Valores en is opgenomen in de S&P/BMV IPC aandelenindex. De luchthaven is de grootste en meest belangrijke van alle luchthavens onder beheer van ASUR. 

### Prestaties
De luchthaven heeft sinds de overname door ASUR een gestage stijging van het aantal passagiers laten zien. Het jaar 2001 vormde een uitzondering als gevolg van de aanslagen in New York en Washington DC. In 2009 werd de absolute daling veroorzaakt door een combinatie van de kredietcrisis en de uitbraak van de Mexicaanse griep.
| Jaar | Passagiers (in miljoen) | Mutatie |
| ---- | ----------------------- | ------- |
| 1999 | 7,0                     | -       |
| 2000 | 7,7                     | 11,1%   |
| 2001 | 7,6                     | 1,4%    |
| 2002 | 7,7                     | 1,0%    |
| 2003 | 8,7                     | 12,5%   |
| 2004 | 10,0                    | 15,3%   |
| 2005 | 9,3                     | 7,1%    |
| 2006 | 9,7                     | 4,6%    |
| 2007 | 11,3                    | 16,6%   |
| 2008 | 12,6                    | 11,5%   |
| 2009 | 11,2                    | 11,6%   |
| 2010 | 12,4                    | 11,3%   |
| 2011 | 13,0                    | 4,7%    |
| 2012 | 14,5                    | 11,1%   |
| 2013 | 16,0                    | 10,4%   |
| 2014 | 17,5                    | 9,4%    |
| 2015 | 19,6                    | 12,3%   |
| 2016 | 21,4                    | 9,3%    |
| 2017 | 23,6                    | 10,2%   |